# Antje Kunstmann

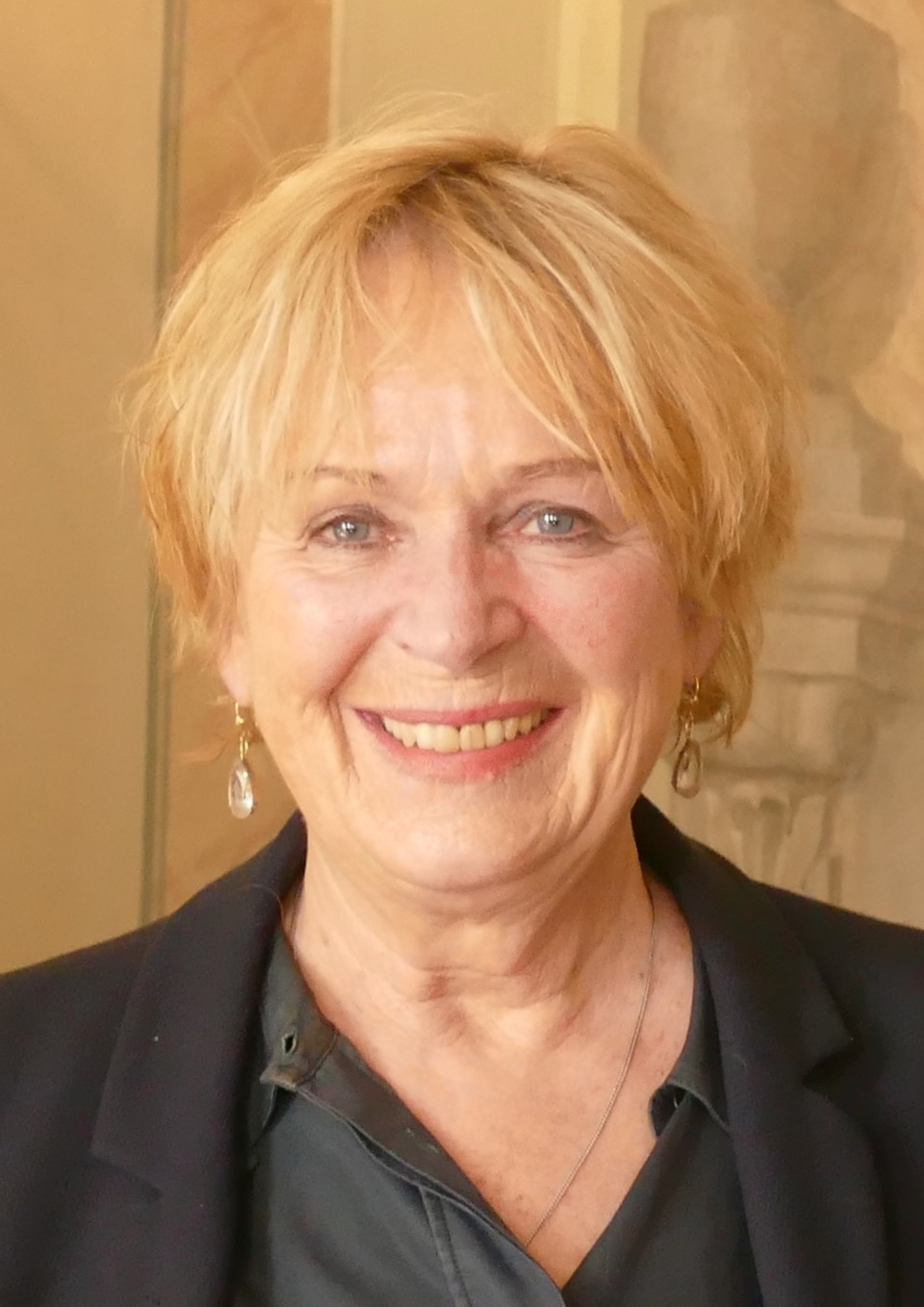
Antje Kunstmann (2022)

Antje Kunstmann (* 15. Mai 1949 in Bad Kissingen) ist eine deutsche Herausgeberin und Verlegerin. Sie leitet seit 1990 den Verlag Antje Kunstmann in München.

## Ausbildung und Berufsanfang
Nach dem Abitur 1968 studierte Kunstmann Pädagogik, Philosophie und Soziologie in München und Frankfurt mit dem Ziel, Lehrerin zu werden. Geprägt durch die politische Aufbruchsstimmung der Frauen- und Studentenbewegung begann sie schon während des Studiums, im Raith-Verlag zu arbeiten, der pädagogische und gesellschaftskritische Schriften veröffentlichte. Kunstmann wurde dort bereits mit 22 Jahren die Herausgabe der Buchreihe Materialien zur Frauenemanzipation anvertraut.
Nach der Insolvenz des Raith-Verlags schloss sich Kunstmann mit dem Verleger Peter Weismann zusammen. Er hatte zuvor seinen Jugendbuchverlag Weismann an den Raith-Verlag veräußert. Nun kaufte Peter Weismann seinen Verlagsteil zurück und Kunstmann erstand aus der Konkursmasse einige Titel, die sie zuvor in ihrer Reihe zur Frauenemanzipation betreut hatte. Gemeinsam gründeten sie 1976 den Weismann Verlag-Frauenbuchverlag.

## Verlegerin
Unter dem Motto „Bücher für Mehrheiten, die wie Minderheiten behandelt werden“ entwickelte sich ein Programm, das Sachbücher, Belletristik und feministische Literatur ebenso wie Jugendliteratur und Bilderbücher umfasste.
Nachdem Peter Weismann aus dem Unternehmen ausgestiegen war, führte Kunstmann den Verlag ab 1990 unter eigenem Namen weiter.
Neben einer großen Bandbreite an Sachbüchern zu aktuellen Themen bilden Belletristik und Lyrik sowie Essays das Verlagsprogramm. Außerdem gibt es seit 2000 ein kleines Hörbuchprogramm (HörKunst bei Kunstmann) und die Reihe Geschenkbücher.
Jährlich erscheinen etwa 30 Titel von deutschsprachigen und internationalen Autoren. Einige der erfolgreichsten Autoren des Verlags sind Axel Hacke, Donata Elschenbroich, Rafael Chirbes, Tim Parks, Barbara Gowdy, Noam Chomsky und Yanis Varoufakis.

## Auszeichnungen

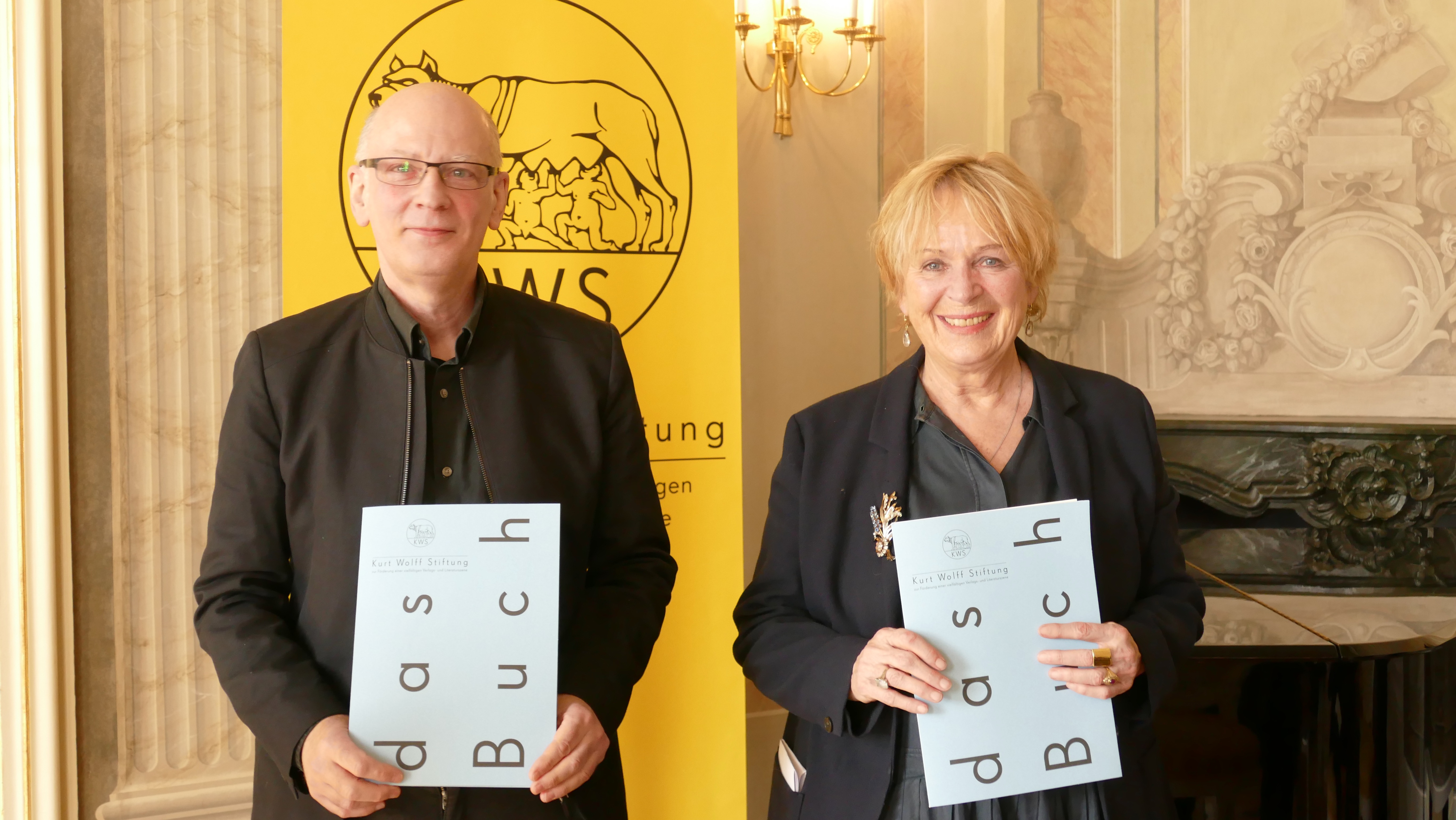
Die Preisträger des Kurt-Wolff-Preises 2022: Antje Kunstmann (Hauptpreis) und Andreas Heidtmann (Förderpreis)

- 2006 Verlegerin des Jahres, verliehen von der Zeitschrift BuchMarkt „wegen ihrer Leidenschaft, ihrer Loyalität, aber vor allem wegen ihrer Unbeugsamkeit“[2]
- 2009 verlieh die Stadt München Antje Kunstmann die Medaille „München leuchtet – Den Freunden Münchens“ in Silber für ihre besonderen Verdienste um die Stadt München und ihr kulturelles Engagement.[6]
- 2013 wurde sie BücherFrau des Jahres; diese Ehrung wird vom Branchennetzwerk BücherFrauen vergeben.
- 2018 wurde Kunstmann für ihr Lebenswerk mit dem Kulturellen Ehrenpreis der Landeshauptstadt München ausgezeichnet.[7]
- 2022 wurde Kunstmann der Kurt-Wolff-Preis zuerkannt.[8]
- 2022 Verdienstkreuz am Bande des Verdienstordens der Bundesrepublik Deutschland[9]

## Engagement in der Branche
Antje Kunstmann ist in der Buch- und Verlagsbranche sehr engagiert. Von 1991 bis 1997 war sie als Mitglied im Fachausschuss Verlage des Börsenverein des Deutschen Buchhandels tätig, anschließend war sie Vorstandsmitglied des Landesverbandes bis 2000 und Vorstandsmitglied der AG Publikumsverlage von 2001 bis 2004. Von 1999 bis 2005 war sie für den Börsenverein im Deutschen Literaturfonds aktiv. Seit 2009 ist Kunstmann Mitglied im Verleger-Ausschuss des Börsenvereins des Deutschen Buchhandels.  Außerdem ist sie Referentin der Akademie der Deutschen Medien. Ihre verbandspolitischen Schwerpunkte formulierte sie bei ihrer Kandidatur für den Verleger-Ausschuss des Börsenvereins folgendermaßen: „Als Mitglied der Verhandlungskommission für neue Vergütungsregeln geht es mir immer noch um eine Einigung mit den Übersetzern, im Verleger-Ausschuss sehe ich den Schwerpunkt aber in der Sicherung des Urheberrechts vor der Herausforderung neuer Technologien ganz allgemein. Nur so sind Inhalte langfristig zu gewährleisten.“
Antje Kunstmann ist Jurymitglied für die Verleihung des Deutschen Reporterpreises und des Göttinger Elchs.

## Werke
- Frauenbefreiung, Privileg einer Klasse? Raith, Starnberg 1971, ISBN 3-921121-27-2
- Mädchen. Sexualaufklärung, emanzipatorisch. Raith, Starnberg 1972, ISBN 3-921121-32-9
- Frauenemanzipation und Erziehung. Raith, Starnberg 1972, ISBN 3-921121-40-X